# Lunochod

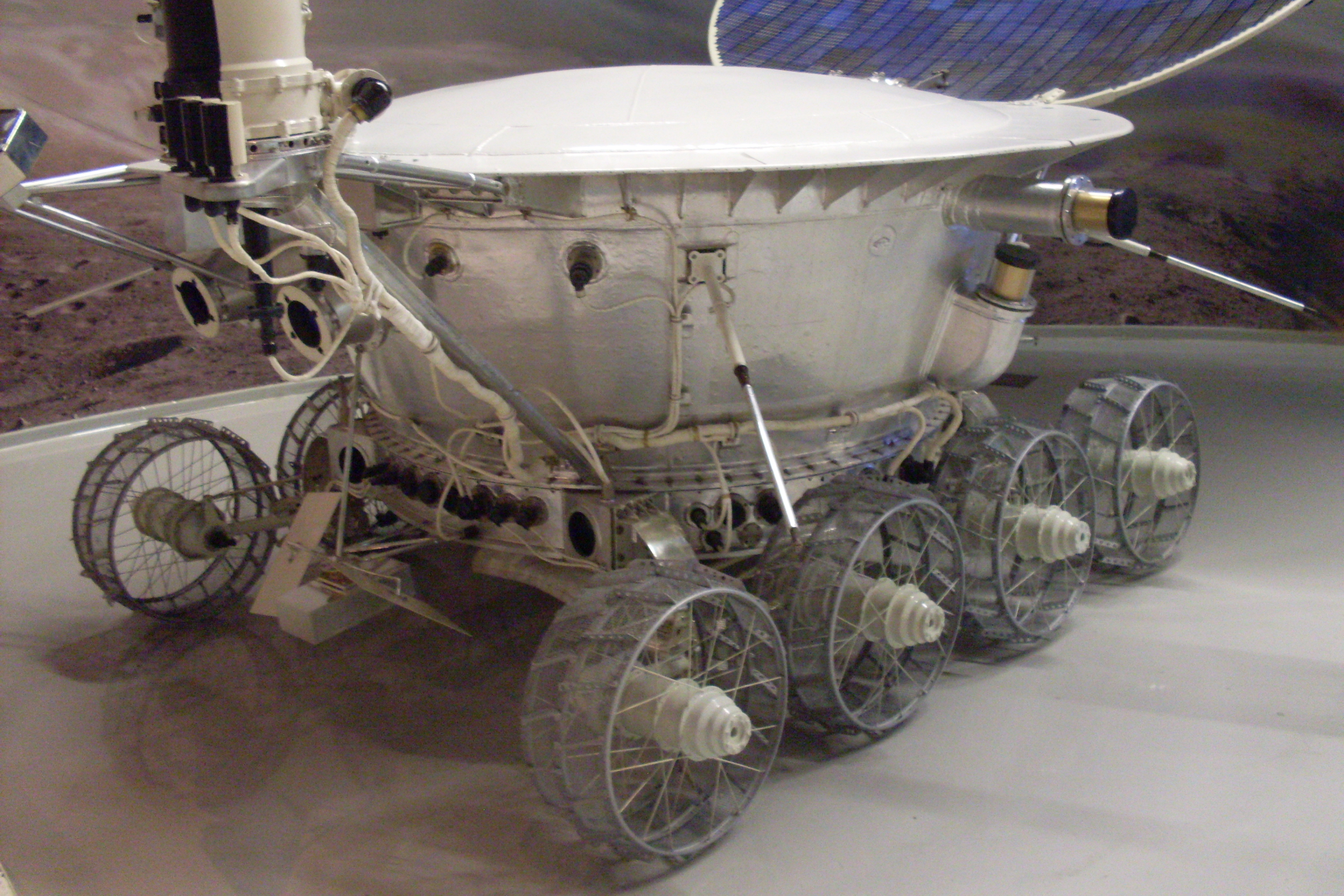
Lunochod 1

Mit Lunochod (russisch Луноход für „Mondgang“), auch bekannt unter der Bezeichnung Luna E-8, wird der Typ von unbemannten sowjetischen Mondmobilen bezeichnet, die im Rahmen des Luna-Programms den Mond erforschten. Es waren die ersten ferngesteuerten Fahrzeuge auf einem anderen Himmelskörper. An der Konstruktion der geländegängigen Erkundungsfahrzeuge war der Ingenieur Alexander Kemurdschian maßgeblich beteiligt. Zwei Lunochods befinden sich auf dem Mond und sind außer Betrieb.

## Lunochod-Missionen
Es gab drei Missionen: Die erste endete mit der Explosion der Proton-Trägerrakete, zwei weitere verliefen sehr erfolgreich:
- Erster Lunochod-Startversuch (E-8 Nr. 201) am 19. Februar 1969: Die Nutzlastverkleidung der Trägerrakete kollabierte nach etwa einer Minute Flugzeit, was zur Zerstörung der Rakete führte.
- Luna 17 (E-8 Nr. 203) mit der Nutzlast Lunochod 1 im Jahr 1970/1971
- Luna 21 (E-8 Nr. 204) mit der Nutzlast Lunochod 2 im Jahr 1973

Geplante Mission:
- Luna 25 mit der Nutzlast Lunochod 3 im Jahr 1977, wurde aus unbekannten Gründen nicht gestartet

## Technik
Für die Steuerung des Lunochods wurden Kandidaten aus den Reihen des sowjetischen Militärs gesucht, wobei ähnliche Kriterien wie bei der Auswahl von Kosmonauten angewandt wurden. Von ursprünglich 45 Bewerbern im April 1968 blieben nach Ende der Ausbildung noch 11 übrig. Da während des Mondtags rund um die Uhr gearbeitet werden musste, bildeten sie zwei Teams zu je fünf Personen (Kommandant, Fahrer, Betriebsingenieur, Navigator, Funker) mit einem Ersatzmann.
Die Fahrzeuge sind mit einem Deckel versehen, der auf der Innenseite Solarzellen zur Energieversorgung enthält. Durch Öffnen und Schließen des Deckels konnte auch die Temperatur beeinflusst werden. Zur Heizung dienten Radionuklid-Heizelemente aus dem Polonium-Isotop 210Po. Zur Erleichterung der Fahrmanöver waren die Lunochods mit einem Kreiselsystem, einem Bodenfühler und einem Neigungsmesser ausgestattet.
Bei Lunochod 2 kam eine dritte Frontkamera zur Verbesserung der Manövrierfähigkeit hinzu. Lunochod 2 hielt, wie im Jahr 2013 auf Bildern des LRO festgestellt wurde, mit einer zurückgelegten Strecke von 42 km den damaligen Rekord für die zurückgelegte Strecke eines extraterrestrischen Fahrzeugs, bis dieser von Opportunity auf dem Mars gebrochen wurde. Davor ging man, durch anscheinend ungenaue Messungen von Lunochod 2 selbst, von 37 km aus.
Die Fahrzeuge wurden von dem Raumfahrtunternehmen NPO S. A. Lawotschkin gebaut.
Beide Fahrzeuge waren über die geplante Missionsdauer hinaus funktionstüchtig und mussten erst außer Betrieb genommen werden, als die radioaktiven Polonium-Heizquellen erschöpft waren.